# Lee Chung-Yong
Lee Chung-yong (n. 2 iulie 1988) este un jucător de fotbal sud-coreean care joacă la Crystal Palace și pentru Echipa națională de fotbal a Coreei de Sud. Porecla lui este Dragonul albastru, o traducere a numelui său, Chung-yong, scris cu caractere chinezești.
În ianuarie 2009 cotidianul britanic The Times l-a declarat ca fiind unul dintre cele 50 de staruri în ascensiune.

## Palmares

### Club

#### FC Seoul
- K-League Cup Winners: 2006

### Individual
- K-League Cup Top Assister : 2007
- K-League Best XI : 2008